# Sclerosperma
Sclerosperma, rod palmi smješten u vlastiti tribus Sclerospermeae, dio potporodice Arecoideae. Sastoji se od tri vrste palmi iz tropske Afrike.

## Vrste
1. Sclerosperma mannii H.Wendl.
2. Sclerosperma profizianum Valk. & Sunderl.
3. Sclerosperma walkeri A.Chev.